# Melicope littoralis
Melicope littoralis là một loài thực vật có hoa trong họ Cửu lý hương. Loài này được (Endl.) T.G. Hartley mô tả khoa học đầu tiên năm 1990.